# Bartsia chilensis
Bartsia chilensis är en snyltrotsväxtart som beskrevs av George Bentham. Bartsia chilensis ingår i släktet svarthösläktet, och familjen snyltrotsväxter. Inga underarter finns listade i Catalogue of Life.